# Wereldkampioenschappen wielrennen 2014 - Individuele tijdrit mannen junioren
De 21e editie van de individuele tijdrit voor mannen junioren op de wereldkampioenschappen wielrennen werd gehouden op 23 september 2014. In 2013 won de inmiddels overleden Igor Decraene. Deze editie werd gewonnen door de Duitser Lennard Kämna.

## Belgen en Nederlanders
Namens België namen twee renner deel aan de wedstrijd. Senne Leysen werd 24e, Martin Palm eindigde vier plaatsen lager. Er waren geen Nederlandse deelnemers.

## Kwalificatie
Alle nationalale wielerbonden mochten vier renners inschrijven, waarvan er twee deel mochten nemen aan de race. Hiernaast mochten de uittredend wereldkampioen en de vijf continentale kampioenen deelnemen. De uittredende kampioen Igor Decraene kon zijn titel niet verdedigen, hij overleed op 30 augustus 2014.
| Kampioen                  | Naam            | Notitie                      |
| ------------------------- | --------------- | ---------------------------- |
| Uittredend wereldkampioen | Igor Decraene   | Overleed op 30 augustus 2014 |
| Afrikaans kampioen        | Ivan Venter     |                              |
| Pan-Amerikaans kampioen   | Jaime Testrepo  |                              |
| Aziatisch kampioen        | Kim Ji-hun      | Geen deelname                |
| Europees kampioen         | Lennard Kämna   |                              |
| Oceanisch kampioen        | Michael Strorer |                              |

## Parcours
Het parcours was 29,5 kilometer lang en hetzelfde als dat voor de ploegentijdrit voor vrouwen. De tijdrit startte in het centrum van Ponferrada en passeerde La Martina, Posada del Bierzo en Carracedelo alvorens terug te keren naar Ponferrada. Het totale hoogteverschil bedroeg 172 meter. Een aantal kilometer voor de finish was er een klim met een hoogteverschil van meer dan 100 meter en een maximaal stijgingspercentage van 7%.

## Tijdschema
Alle tijden staan in Midden-Europese Tijd (UTC+1).
| Datum             | Tijd        | Evenement                           |
| ----------------- | ----------- | ----------------------------------- |
| 23 september 2014 | 10:00–12:40 | Individuele tijdrit mannen junioren |
| 23 september 2014 | 13:00       | Prijsuitreiking                     |

## Prijzengeld
De UCI keerde prijzengeld uit aan de top-3. Het te verdelen prijzengeld bedroeg €1.380.
| Positie | 1e     | 2e     | 3e     | Totaal   |
| Bedrag  | €767,- | €383,- | €230,- | €1.380,- |

## Uitslag
| Plaats | Naam               | Tijd   |
| ------ | ------------------ | ------ |
| Goud   | Lennard Kämna      | 36'13" |
| Zilver | Adrien Costa       | +44"   |
| Brons  | Michael Storer     | +58"   |
| 4      | Filippo Ganna      | +1'05" |
| 5      | Zeke Mostov        | +1'19" |
| 6      | Tom Wirtgen        | +1'29" |
| 7      | Sven Reutter       | +1'34" |
| 8      | Michael O'Loughlin | +1'42" |
| 9      | Jaime Restrepo     | +1'43" |
| 10     | Matthew Gibson     | +1'46" |
| 11     | Jan Tschernoster   | +1'47" |
| 12     | Niklas Larsen      | +1'51" |
| 13     | Mikołaj Gutek      | +1'58" |
| 14     | Corentin Ermenault | +2'01" |
| 15     | Tobias Foss        | z.t.   |
| 16     | Mark Padoen        | +2'10" |
| 17     | Szymon Sajnok      | +2'17" |
| 18     | Nikolai Ilitsjev   | +2'21" |
| 19     | Gino Mader         | +2'22" |
| 20     | Senne Leysen       | z.t.   |